# روغن بزرک
روغن بَزرَک یا روغن کتان روغنی گیاهیِ بی‌رنگ تا مایل به زرد است که از دانه‌های خشک و رسیدۀ گیاه کتان گرفته شده است؛ این روغن به دلیل خاصیت تشکیل‌دهنده پلیمر ، می‌تواند به‌تنهایی مورد استفاده قرار گیرد که در این صورت روغن بزرک خام نمایده می شود یا می‌تواند در ترکیب با روغن‌های دیگر، به‌عنوان یک چسب اتصال‌دهنده رنگدانه در رنگ‌های روغن مخلوط و به کارگرفته شود.
روغن بزرک افزون بر کاربرد در جلا دادن چوب و نقاشی‌های رنگ و روغن مصرف دارویی و خوراکی دارد.
این روغن در قدیم شناخته‌‌شده‌ترین دارو برای درمان سرماخوردگی، سوختگی و درد معده بوده‌است. این روغن یک ماده مفید است؛ و ۹۰ درصد یا بیشتر  اسیدهای چرب اشباع‌نشده دارد؛ که ۷۶ درصد از آن از اسید چرب سیرنشده آلفا اسید لینولنیک است که در گروه اسیدهای چرب امگا-۳ قرار دارد.
مهم‌ترین منبع چربی‌های امگا-۳ در گیاهان روغنی مثل بزرک و مهم‌ترین منبع آن در جانوران ماهی‌ها و غذاهای دریایی هستند. اثرات مثبت امگا۳ در درمان کلسترول بالا، سکته، دیابت، کاهش وزن، پوکی استخوان‌ها، افسردگی، شیزوفرنی، بیش فعالی، آسم، سرطان روده بزرگ، سرطان سینه، سرطان پروستات مشاهده شده که دلیل آن ایجاد تعادل نسبت امگا۶- به امگا-۳ است. امروزه روغن بزرک در ساخت ژل‌های دارویی و تحت عنوان ژل‌های امگا-۳ وارد بازارهای جهانی می‌شود. تبدیل روغن بزرک به این محصول دارویی ارزش افزوده‌ای تا ۳۰ برابر دانهٔ روغن‌گیری نشده ایجاد می‌کند.
کشت بزرک در ایران کاهش یافته‌است.

## مقایسه با دیگر روغن‌ها
| روغن‌های گیاهی                        | روغن‌های گیاهی      | روغن‌های گیاهی              | روغن‌های گیاهی                  | روغن‌های گیاهی                  | روغن‌های گیاهی                  | روغن‌های گیاهی     | روغن‌های گیاهی                       |
| نوع                                  | اسید چرب اشباع شده | اسیدهای چرب اشباع نشده منو | اسیدهای چرب اشباع نشده چندگانه | اسیدهای چرب اشباع نشده چندگانه | اسیدهای چرب اشباع نشده چندگانه | اسید اولئیک (ω-۹) | نقطه دود                            |
| نوع                                  | اسید چرب اشباع شده | اسیدهای چرب اشباع نشده منو | کل چندگانه                     | آلفا لینولنیک اسید (ω-۳)       | اسید لینولئیک (ω-۶)            | اسید اولئیک (ω-۹) | نقطه دود                            |
| غیر هیدروژنه کردن                    | غیر هیدروژنه کردن  | غیر هیدروژنه کردن          | غیر هیدروژنه کردن              | غیر هیدروژنه کردن              | غیر هیدروژنه کردن              | غیر هیدروژنه کردن | غیر هیدروژنه کردن                   |
| ------------------------------------ | ------------------ | -------------------------- | ------------------------------ | ------------------------------ | ------------------------------ | ----------------- | ----------------------------------- |
| کانولا (کلزا)                        | ۷٫۳۶۵              | ۶۳٫۲۷۶                     | ۲۸٫۱۴۲                         | ۹-۱۱                           | ۱۹-۲۱                          | —                 | ۴۰۰ درجه فارنهایت (۲۰۴ درجه سلسیوس) |
| روغن نارگیل                          | ۹۱٫۰۰              | ۶٫۰۰۰                      | ۳٫۰۰۰                          | —                              | ۲                              | ۶                 | ۳۵۰ درجه فارنهایت (۱۷۷ درجه سلسیوس) |
| روغن ذرت                             | ۱۲٫۹۴۸             | ۲۷٫۵۷۶                     | ۵۴٫۶۷۷                         | ۱                              | ۵۸                             | ۲۸                | ۴۵۰ درجه فارنهایت (۲۳۲ درجه سلسیوس) |
| روغن پنبه‌دانه                        | ۲۵٫۹۰۰             | ۱۷٫۸۰۰                     | ۵۱٫۹۰۰                         | ۱                              | ۵۴                             | ۱۹                | ۴۲۰ درجه فارنهایت (۲۱۶ درجه سلسیوس) |
| روغن بزرک                            | ۶–۹                | ۱۰–۲۲                      | ۶۸–۸۹                          | ۵۶–۷۱                          | ۱۲–۱۸                          | ۱۰–۲۲             | ۲۲۵ درجه فارنهایت (۱۰۷ درجه سلسیوس) |
| روغن زیتون                           | ۱۴٫۰۰              | ۷۲٫۰۰                      | ۱۴٫۰۰                          | <1.۵                           | ۹–۲۰                           | —                 | ۳۸۰ درجه فارنهایت (۱۹۳ درجه سلسیوس) |
| روغن نخل                             | ۴۹٫۳۰۰             | ۳۷٫۰۰۰                     | ۹٫۳۰۰                          | —                              | ۱۰                             | ۴۰                | ۴۵۵ درجه فارنهایت (۲۳۵ درجه سلسیوس) |
| روغن بادام زمینی                     | ۱۶٫۹۰۰             | ۴۶٫۲۰۰                     | ۳۲٫۰۰۰                         | —                              | ۳۲                             | ۴۸                | ۴۳۷ درجه فارنهایت (۲۲۵ درجه سلسیوس) |
| روغن گلرنگ (>۷۰% اسید لینولئیک)      | ۸٫۰۰               | ۱۵٫۰۰                      | ۷۵٫۰۰                          | —                              | —                              | —                 | ۴۱۰ درجه فارنهایت (۲۱۰ درجه سلسیوس) |
| گلرنگ (اولیک بالا)                   | ۷٫۵۴۱              | ۷۵٫۲۲۱                     | ۱۲٫۸۲۰                         | —                              | —                              | —                 | ۴۱۰ درجه فارنهایت (۲۱۰ درجه سلسیوس) |
| روغن سویا                            | ۱۵٫۶۵۰             | ۲۲٫۷۸۳                     | ۵۷٫۷۴۰                         | ۷                              | ۵۰                             | ۲۴                | ۴۶۰ درجه فارنهایت (۲۳۸ درجه سلسیوس) |
| روغن آفتابگردان (>۶۰% اسید لینولئیک) | ۱۰٫۱۰۰             | ۴۵٫۴۰۰                     | ۴۰٫۱۰۰                         | ۰٫۲۰۰                          | ۳۹٫۸۰۰                         | ۴۵٫۳۰۰            | ۴۴۰ درجه فارنهایت (۲۲۷ درجه سلسیوس) |
| روغن آفتابگردان (اولیک بالا)         | ۹٫۸۵۹              | ۸۳٫۶۸۹                     | ۳٫۷۹۸                          | —                              | —                              | —                 | ۴۴۰ درجه فارنهایت (۲۲۷ درجه سلسیوس) |
| هیدروژنه کردن کامل                   |                    |                            |                                |                                |                                |                   |                                     |
| روغن پنبه‌دانه                        | ۹۳٫۶۰۰             | ۱٫۵۲۹                      | .۵۸۷                           |                                | .۲۸۷                           |                   |                                     |
| روغن نخل                             | ۴۷٫۵۰۰             | ۴۰٫۶۰۰                     | ۷٫۵۰۰                          |                                |                                |                   |                                     |
| روغن سویا (هیدروژنه)                 | ۲۱٫۱۰۰             | ۷۳٫۷۰۰                     | .۴۰۰                           | .۰۹۶                           |                                |                   |                                     |
| عددها بر پایه (%) وزن کلی چربی است.  |                    |                            |                                |                                |                                |                   |                                     |

## خطر احتراق سرخود
روغن بزرک بخاطر دارا بودن اسید لینولن می‌تواند در وضعیت اکسیداسیون سریع در گرمای بالا، مثلا با تابش آفتاب یا در ماشین لباس‌خشک‌کنی (پارچه آغشته) خودبخود آتش بگیرد.
افزودن روغن ترپنتین در کارگاه‌های نجاری، این خطر را دوچندان می‌کند. به همین خاطر نقاش‌ها و نجار ها، افزار آغشته را می‌شویند یا در ظرف روغن در حالت شناور  قرار می‌دهند.